# Сербин, Яков
Яков Сербин — киевский печатник и гравер второй половины XVIII столетия. Имел собственную типографию и без разрешения цензуры печатал и продавал книги: «Богородиця Охтирська», «Микола Чудотворець», «Великомучениця Варвара», письмо с изображением Благовещення и с текстом «Богородице Діво»… и другие. Один из первых печатников, кто нарушил монополию церкви на книгопечатание.